# Corn Islands
De Corn Islands, in het Spaans ook bekend als Islas del Maíz, oftewel de Maiseilanden, is een eilandengroep en gemeente die behoort tot het autonome gebied Región Autónoma de la Costa Caribe Sur (RACCS) in Nicaragua. Omdat het een deel van Nicaragua is, is de officiële taal er Spaans, er wordt echter van oudsher vooral (creools) Engels gesproken. Er heerst een tropisch regenwoudklimaat.
De gemeente bestaat uit twee eilanden in de Caraïbische Zee:
- Het hoofdeiland Big Corn Island (Groot Maiseiland, Isla Grande del Maíz, officieel: Great Corn Island) met een oppervlakte van 10 km².
- Little Corn Island (Klein Maiseiland, Pequeña Isla del Maíz) met een oppervlakte van 2,9 km². Het kleine eiland is erg rustig, er is geen gemotoriseerd verkeer.

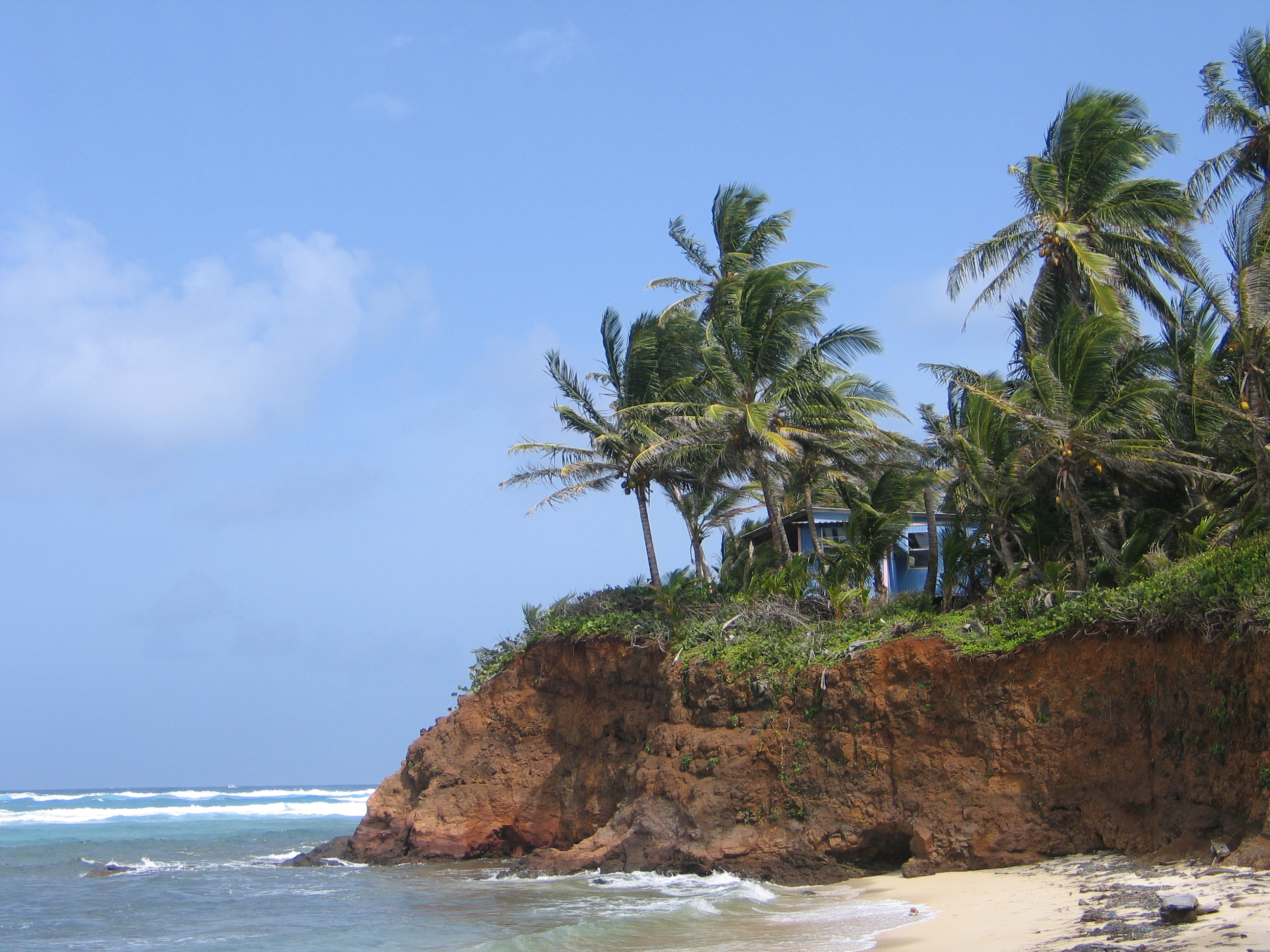
Little Corn Island

De eilanden hadden in 2015 samen zo'n 7500 inwoners, alle in urbaan gebied (área de residencia urbano). Zestig procent woont in de hoofdplaats Brig Bay aan de noordwestkust van het grote eiland. De meeste eilandbewoners zijn lid van protestantse kerken.
Bij Brig Bay op het grote eiland ligt een vliegveld, Corn Island (RNI, MCNI).

## Geschiedenis
De oorspronkelijke bevolking bestond uit Miskito-indianen. In de 17e eeuw kwamen er Europese boekaniers, die slavernij invoerden.
De eilanden hebben lange tijd lang onder Britse controle gestaan. Ook hierna is Corn Island(s) de officiële benaming van de eilanden gebleven.
De slavernij werd in 1841 afgeschaft. In 1894 heeft Nicaragua Mosquitia en de eilanden geannexeerd. Van 1904 tot 1971 werden de eilanden verhuurd aan de Verenigde Staten.